# حمود الحسين
حمود حمود الحسين (مواليد 1957 حماة) مهندس و سياسي سوري شغل منصب وزير الإسكان والتعمير من 11 شباط 2006 وحتى 18 أيلول 2008.

## تحصيله العلمي
درس الهندسة المدنية في جامعة حلب وتخرج عام 1980، وحاصل على شهادة الدكتوراه في الهندسة المائية في جامعة حلب عام 2009.

## الحياة المهنية
رئيس قسم المياه بمديرية الخدمات الفنية حماة عام 1986 وحتى 1988. و شغل منصب مدير عام لمؤسسة المياه في مدينة حماة عام 1988 وحتى 2006. ثم شغل منصب وزير الإسكان التعمير عام 2006 حتى أيلول 2008.

## الحياة الشخصية
الحسين متزوج ولديه أربعة اولاد وبنت.